# Siffleur des Philippines
Pachycephala philippinensis
Espèce
Statut de conservation UICN

 LC  : Préoccupation mineure
Le Siffleur des Philippines (Pachycephala philippinensis) est une espèce d'oiseaux de la famille des Pachycephalidae.

## Répartition
Il est endémique aux Philippines.

## Habitat
Son habitat naturel est les forêts humides tropicales et subtropicales en plaine et les montages humides tropicales et subtropicales.

## Sous-espèces
Selon la classification de référence du Congrès ornithologique international (15.1, 2025) il se répartit en sept sous-espèces :
- P. p. fallax (McGregor, 1904) — Calayan ;
- P. p. illex (McGregor, 1907) — Camiguin ;
- P. p. philippinensis (Walden, 1872) — Luçon ;
- P. p. siquijorensis Rand & Rabor, 1957 — Siquijor ;
- P. p. apoensis (Mearns, 1905) — Visayas orientales et Mindanao ;
- P. p. basilanica (Mearns, 1909) — Basilan ;
- P. p. boholensis Parkes, 1966 — Bohol.